# Myxarchiclops caffer
Myxarchiclops caffer là một loài ruồi trong họ Tachinidae.